# Ed Sullivan
Edward Vincent „Ed“ Sullivan (28. září 1901 New York – 13. října 1974 New York) byl americký bavič a televizní moderátor, známý zejména díky své televizní show s názvem The Ed Sullivan Show. Ta byla oblíbená zejména v padesátých a šedesátých letech 20. století. Ve své televizní show Sullivan přivítal velmi mnoho hostů, od The Beatles přes The Doors až po Teda Williamse. Má svou hvězdu na hollywoodském chodníku slávy.

## Život
Narodil se v newyorském Harlemu, v irské katolické rodině. Od 20. let se živil jako novinář, psal pro agenturu Associated Press (AP), pro deníky The Morning Telegraph a New York Daily News či pro časopis The Evening Graphic, kam psal články o showbyznysu. Živil se ale také jako konferenciér, mj. pro akce Červeného kříže, a díky tomu se dostal do televize CBS. Vystupoval nejprve v pořadu Toast of the Town, který byl roku 1955 přejmenován na Ed Sullivan Show a stal se jeho osobní show. Vysílán byl jednou týdně. Velmi přispěl k rozvoji rock 'n' rollu, neboť Sullivan do svého pořadu hudebníky tohoto nového žánru rád zval. Díl z 9. února 1964, kde vystoupili Beatles během svého amerického turné, patřil k nejsledovanějším pořadům v dějinách americké televize. Stejně tak Sullivan rád zval afroamerické umělce. Poslední díl pořadu běžel 6. června 1971, Sullivan zemřel o tři roky později na rakovinu jícnu. Pořad se tradičně natáčel v Ed Sullivan Theater, kde později točil svou talkshow David Letterman, aby tak dal najevo, že navazuje na Sullivanův odkaz.